# Leptomyrmex wheeleri
Leptomyrmex wheeleri é uma espécie de formiga do gênero Leptomyrmex.